# Keava
Keava, schottisch-gälisch Ceabhaigh, ist eine schottische Insel der Äußeren Hebriden. Sie liegt in der gleichnamigen Council Area und war historisch Teil der traditionellen Grafschaft Ross-shire beziehungsweise der Verwaltungsgrafschaft Ross and Cromarty.

## Geographie
Keava liegt in der Bucht Loch Roag vor der Westküste der Insel Lewis. Sie ist nur durch eine 360 Meter weite Wasserstraße von der nebenliegenden Insel Great Bernera getrennt. Lewis liegt im Osten in einer Entfernung von rund 700 Metern. Auf Lewis liegen die Ortschaften Breasclete und Callanish Keava gegenüber. Eilean Kearstay liegt 500 Meter südlich.
Die Insel weist eine maximale Länge von 760 Metern bei einer Breite von 440 Metern auf. Hieraus ergibt sich eine Fläche von 25 Hektar. Ihre höchste Erhebung ragt 27 Meter über den Meeresspiegel auf.

## Geschichte
Möglicherweise war Keava bereits in der Stein- oder Bronzezeit besiedelt. Hierauf deutet eine Steinkonstruktion hin, bei der es sich um eine ehemalige Behausung handeln könnte. Auch vier Cairns und ein Stehender Stein unterstützen die Annahme einer frühen Besiedlung.